# Братиславська жупа
Братиславська жупа/комітат, або Прешпорська жупа/комітат, або Пожоньский комітат (угор. Pozsony vármegye, словац. Bratislavská župa, Prešpurská stolica/župa, Prešpurský komitát, нім. Komitat Pressburg раніше також; інші назви: Prešporok, Bratislava, для раннього комітату також: Preslava, лат. comitatus Posoniensis) — столична жупа/комітат Угорського королівства.

## Огляд
Братиславська жупа межує з австрійською землею Нижня Австрія та угорськими комітатами Нітра, Комарно, Дьєр і Мошон. На заході жупа межує з Моравою, на сході з Вагом, на півдні її з Дунаєм. Територія жупи у 1910 році становила 4370 км². В даний час територія жупи майже повністю знаходиться в Словаччині, лише невеликі частини в Угорщині та Австрії. Назва округу навіть не використовується для назви відповідного регіону, для якого використовуються назви Братислава та околиці, Подунайське, Трнава та околиці та Загір'я.
У Словаччині територія колишнього комітату майже ідентична районам Братислави І – V, Дунайська Стреда, Ґаланта, Малацьки, Пезінок, Сенець і Трнава, невеликі частини якої також поширюються на райони Шаля і Сениця.

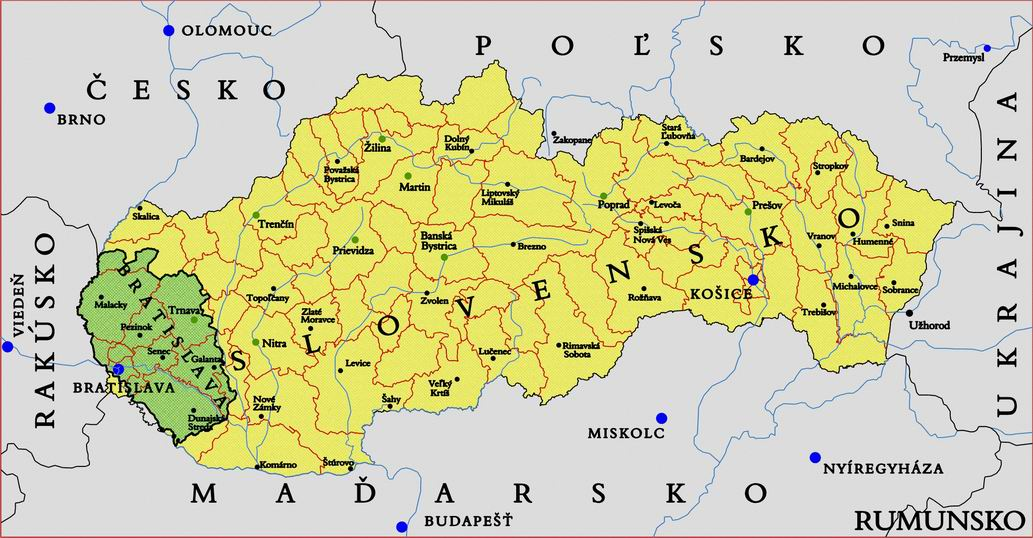
Братиславський комітат на південному заході Словаччини

## Центр
Адміністративним центром столицею до XVII століття були Братиславський Град і Шаморін. У 18 столітті Братислава стала центром.

## Жупани Братиславської жупи в 1526—1918 роках
Родина Пальфі (історично: Палффйовці) була спадковим префектом Братиславського Престолу з 1580 року.
- 1526—1527 Франтішек Батян (історично: Batthyány)
- 1527—1545 рр. Ян Салай (історично: Szalay)
- 1545—1551 Мікулаш Залм
- 1551—1555 рр. без жупана
- 1555—1574 Псалом Екхія
- 1574—1580 Мікулаш Салм молодший
- 1580—1600 Мікулаш Палфі (історично: Pálffy)
- 1600—1640 Штефан Палфі
- 1641—1653 Павол Палфі
- 1653—1679 Мікулаш Палфі
- 1679—1694 Ян Антон Палфі
- 1694—1732 Мікулаш Палфі
- 1732—1751 Ян Палфі
- 1752—1774 Кароль Павол Енгельберт Пальфі
- 1775—1791 Ян Леопольд Палфі
- 1792—1805 Кароль Ієронім Пальфі
- 1808—1809 Князь Юзеф Палфі
- 1816—1825 Леопольд Пальфі (адміністратор з 1810 р.)
- 1825—1827 Князь Юзеф Палфі
- 1827—1833 Фідель Пальфі
- 1834—1835 Фердинанд Пальфі
- 1835—1847 Фердинанд Леопольд Пальфі-Даун
- 1847—1848 Móric Pálfi
- 1867—1869 Йозеф Пальфі
- 1871—1874 Ян Пальфі
- 1875—1888 Штефан (Алойз Ладіслав Ян Непомуцький Міхал Антон Францішек) Естерхазі
- 1889—1893 Йозеф (Франтішек Серафінський Марія) Зічі
- 1893—1898 Юліус (Рудольф) Шалавський
- 1898—1902 Діоніс (Євген Алойз) Вай
- 1903—1917 Аурел (Юрай Олександр) Бартал
- 1917 — 5 листопада 1918 Юрай Смречаний (Szmrecsányi)
- 1918—1918 Золтан (Людовіт) Янко[2]

## Історія
Певний тип територіальної одиниці, подібний до Братиславського комітату, існував ще у 9 столітті за часів Великої Моравії.
Братиславський комітат був одним з перших, що існував уже у Х столітті. На думку деяких угорських істориків, із середини XIII століття на території Братиславського комітату існувало два престоли: Малий Братиславський престол (Posonium minus) у західній частині Житнього острова і Великий Братиславський престол (Posonium maius), на решті території. Проте з кінця 13 століття, безумовно, існувала лише одна Братиславська. Тому ця думка, ймовірно, помилкова, і територія Малого престола, ймовірно, була лише на рівні службового округу.
У 1385 році Сигізмунд Люксембурзький віддав у заставу моравським маркграфам Братиславську столицю (а також 13 спишських міст) разом з Нітрою і Тренчиною, щоб отримати кошти для утвердження своїх претензій на угорський престол.

### Войчянська резиденція предиалістів
Вісім поселень предіалістів архиєпископа Естергомського на острові Житний були особливою територією. Центром була Войка на Дунаї, на честь якої і була названа столиця (Sedes praedialistarum Vajkensis, Sedes Archiepiscopalis Vajkensis). У першій половині вона поділялася на служебні округи: Верхній (Processus sedis Vajkensis superior) з селами Бач, Доброгошть, Киселиця і Войка та Нижній (Processus sedis Vajkensis inferior) з селами Дольний Бар, Моравське і Пінкове Крачани та Петрово.

### Братислава і Трнава
Братислава і Трнава були одними з найважливіших столиць, вони були одними з провідних центрів культурного життя Угорщини. У 1467 році в Братиславі було засновано Істрополітанський університет, а в 1606 році — євангелічну школу, попередницю ліцею, яка відіграла важливу роль у словацькому національному відродженні.
Трнава була центром рекатолицизації та університетським містом. Університет, заснований у 1635 році архієпископом Петром Пазманем (Pázmány), який мав переважно релігійну місію, навчав юристів, а з 1769 року, як перший в Угорщині, також лікарів.

### 1918 рік–сьогодення
в У 1918 році Братиславська жупа стала частиною Чехословаччини, а невеликі частини за Дунаєм увійшли до складу Угорщини та Австрії (підтверджено в 1920 році умовами Тріанонського договору). Братиславська жупа проіснував до кінця 1927 року, коли жупний устрій в Словаччині було скасовано.
В Угорщині частини жупи Братислава у міжвоєнний період увійшли до складу округу Дьєр-Мошон-Пожонь.
Під час війни у Словацькій Республіці (1939—1945) Братиславську жупу було відновлено, але її південна частина увійшла до складу Угорщини згідно з Віденським арбітражем і разом з невеликою окупованою частиною колишнього Нітранської жупи стала частиною новоствореної Нітра-Братиславської (Nyitra-Pozsony) жупи з центром у м. Нові Замки.
Після Другої світової війни окуповані частини знову були приєднані до Чехословаччини. В даний час територія Братиславської жупи поділена між Братиславським і Трнавським краями.

## Національності
Етнічний характер жупи був досить змішаним. Словаки переважно населяли північ і захід столиці, угорці жили на півдні, німці в Братиславі та інших містах і хорвати, які втекли сюди з Пониззя від турецького гніту.

## Райони
Спочатку Братиславська столиця було поділена на чотири службові округи: Перший, Другий, Третій і Четвертий (Processus primus, secundus, tertius і quartus). У 1806 році кількість службових округів зросла до шести: Загорський, Братиславський, Трнавський, Вонкайський, Горноостровський і Нижньоостровський.
У 1910 році територія Братиславської жупи була поділена на такі службові округи:
- Братислава (Прешпорек)
- Шаморін
- Дунайська Стреда
- Ґаланта
- Малацьки
- Трнава
- Сенець
- Муніципальне місто:
  - Братислава
- Міста зі створеним муніципалітетом:
  - Трнава
  - Модра
  - Пезінок
  - Святи Юр

## Інша література
- Šľachta Bratislavskej stolice. Series Nobilium. Agentúra Luigi. 2004. ISBN 80-969027-0-9.